# Channel V
是星空传媒创立的流行音乐电视频道，全天候滚动播放流行音乐、娱乐节目以及音乐录影带，目前，全球范围内仅剩中国大陆版本仍在播出，其余地区版本均已停播。

## 历史
Channel [V]前身为香港卫星电视有限公司（STAR TV，后易名星空传媒）和美国音乐电视网（MTV）合办的MTV频道亚洲版（MTV Asia），于1991年9月15日开播。1994年5月合约到期后，原MTV频道亚洲版频谱被星空传媒改为以Channel [V]命名的音乐频道，于1994年5月29日正式开播。音乐电视网则在后来自行另行设立了MTVAsia频道。channelV开播后，频道与音乐电视网（MTV）竞争，Channel [V]亦模仿竞争对手的本土化策略，在各地推出不同版本，先后推出了大中华区、菲律宾、印度、印尼、泰国版本。2010年8月，星空傳媒将其在中国业务控股權易手予華人文化產業投資基金，Channel [V]中国大陆版本交予星空华文传媒运营。2019年，Channel [V]全球业务随母公司被华特迪士尼公司收购。2021年4月，迪士尼宣布将关停包括Channel [V]在内的旗下15个亚太电视频道，把业务重心转至Disney+。2021年10月1日，除中国大陆版本外，Channel [V]主频道及其他版本的频道均停止播出。中国大陆版本Channel V在星空华文传媒的管理下继续播出。2024年4月，中国大陆版channel V实现高清化播出。

## 目前正在播出的版本

### 中国大陆
1991年，卫星电视开播，MTV Asia（中文称呼当时为“卫视音乐台”）在中国大陆部分有线电视网落地转播。
1994年6月，ChannelV大中华区版取代MTV Asia并开播，以繁体中文字播出。张妙阳配音的台呼“这里是卫星电视 您正在收看的是音乐台”也同步启用（于1996年停用）。开播初期，大中华区版在中国大陆部分有线电视网上可以接收到。
1995年8月，Channel [V]进军中国大陆市场。
1996年，Channel V大中华区频道再次改版，跟随1996年卫星电视改版的统一风格。更换后的新版包装使用英文台呼“This is STAR TV NETWORK，and you are watching Chaneel V”。该台呼一直使用到2000年以前。
2000年9月1日，Channel [V]大中华区频道被分拆为中国大陆频道和台湾频道，中国大陆版本正式启播。
2002年，制作总部由香港迁至上海。
2010年，频道改由中国大陆的半国有半民有公司CMC资本和新闻集团联合控股的星空华文传媒接管。
2012年，频道改版。在2012年以后，随着福克斯撤资和channelV台湾版更名为FOX娱乐台等一系列因素影响，中国大陆版channelV逐步停止了与台湾版的节目共享，转为自制节目。
2014年，21世纪福克斯从星空华文传媒撤资，channelV完全落入内地资本管辖之内。自此之后，频道以播送音乐MV为主。
2024年4月11日起，Channel[V]中国大陆版与星空卫视一同实现高清播出，播出比例由4:3改为16:9，同时恢复动态台标和立体声播出。但高清化初期，频道播出的大部分节目仍然被压缩成4:3格式。
2025年1月1日，Channel V中国大陆频道启用新版频道包装和ID，该版ID及包装使用16：9格式，改变了频道播放不符合16：9比例包装的局面。
該頻道主要對象為中國大陸的年輕觀眾，該頻道以音樂為主，頻道包裝用字為简体中文。播出過的主要節目有《劲爆点》、《周末星派对》、《[V] Niche》、《[V] ROCK》、《[V] Classic》、《[V] OST原声大碟》、《[V] LIVE》、《特别献礼》、《音樂飆榜》、《国际酷》、《台湾通》、《日韩流》、《神州热》、《偶像派》、《流行速递》，《劲爆舞曲》等。此外，還一度提供中國內地觀眾透過手機下載純音樂節目所播歌曲的铃声。
Channel [V]中國頻道曾经播放過來自「Channel [V]娛樂台（台灣）」節目，例如「[V]接客」、「特別獻禮」等。中國頻道曾經的主持人有李晨、吳大維、周瑛琦及丁嘵鋒等。
现今，除《特别献礼》转为中国大陆境内自制节目并继续播出以外，其他曾经在channel V台湾版同步播出的节目均已停播。
目前，中国大陆部分地区的有线数字电视用户可以收看到此频道，但一些地区的运营商将此频道设为收费加密。例如湖北楚天数字电视、浙江杭州数字电视，需用户付费后，才能开通此频道的信号。
中国国际电视总公司境外卫星代理部接收Channel [V]中国频道信号，通过亚太卫星发射ku波段信号。该服务一般只提供给三星级以上的酒店和政府指定的居住区。

## 已停播的版本

### 主频道
Channel [V] 主频道（又称Channel [V] Asia 、Channel [V] International）是Channel [V] 的旗舰頻道。1994年1月到2002年1月，在香港製作和播送節目，之后运营和工作室转移到马来西亚，节目信号播出留在香港。2008年1月1日起重返香港。2021年10月1日正式停播。
该频道此前较为著名的主持人有：

| - Dominic Lau - Laila Rouass - Trey - Sophiya - Asha Gill - Adrian da Silva | - Joey - Vivian Tan - Paula Malai Ali - Amanda Griffith - Cindy Burbridge - Sarah Tan |

### 台湾
前称卫视音乐台，1994年6月5日，Channel [V] 大中华区版启播，后被拆分为中国大陆版和台湾版。台湾版频道主要對象為台灣的年輕觀眾，原为专业流行音乐频道，每年举办大型年度活动“全球华语音乐榜中榜”。
- 2005年Channel [V]（台湾）转型为综合性娱乐频道，2006年起改稱「Channel [V] 娛樂台」（[V]娛樂），旗艦節目為我愛黑澀會及模范棒棒堂。

- 2007年7月起，推出海外版，黃金節目時段(星期一至五晚上6時至12時、星期六及日中午12時至晚上12時)和台灣版同步播放，其後以6小時(星期六及日為12小時)循環播放，廣告時段只播放音樂錄影帶及自製節目預告片。外購節目(如超級名模生死鬥)因為播放版權問題，在海外版會被抽起，以重播其他節目替代。海外版播出涵蓋範圍包括：香港、新加坡、馬來西亞、北美等地區。

- 2011年起，國內版改以播放外購節目為主，大幅度影響海外版的同步播放。

- 2012年9月1日，Channel [V]台灣頻道(國內版)更名為FOX娛樂台，並開始引入福斯國際電視網的外購劇集。海外版維持原頻道名稱不變。

- 2013年7月，FOX娛樂台不再播放自製節目，和海外版的同步播放安排終止。

- 2014年1月1日，配合FOX頻道在台灣在地化，FOX娛樂台和另一頻道FOX HD進行整合，並更名為FOX台灣頻道，從[V]台品牌脫鈎。此後Channel [V]台灣頻道只維持海外版播放，部分時段維持播放音樂錄影帶(普普風、新嗓門)，其他時段重播[V]娛樂時期自製節目及衛視中文台精選節目。和FOX亞洲頻道毫無關係。

- 2018年7月15日，Channel [V]台灣頻道正式停播。實質上，香港和馬來西亞早於2017年8月31日和2018年6月1日起停播，新加坡於2018年7月5日起停播，而最後播出地區為美國和加拿大，於2018年7月12日和2018年7月15日起停播。
- 2022年1月1日，为配合迪士尼去福克斯化政策，FOX台湾频道更名为STAR World台湾版。2024年1月1日零时，STAR World台湾版随迪士尼对台播送其他频道一并停播。

### 泰国
1996年8月4日开播，由星空传媒和泰国广播网的合资公司运营，曾是泰国历史最悠久的音乐频道，亦曾举办Channel V 泰国音乐录像带大奖，2021年10月1日正式停播。

### 印度
1994年5月27日开播，由星空传媒 (印度)运营，2012年7月1日，由音乐频道转型为青少年综合频道，2016年6月30日，重新转为音乐频道，播放最新的印度和国际热门歌曲，8月1日，更换全新台标，2018年9月15日停播，原频谱改播卫视体育三台。而印度观众仍然可以通过卫星电视接收的方式收看Channel V亚洲国际版的卫星信号，这一情况一直持续至2021年10月1日亚洲国际版停播。

### 菲律宾
1994年7月4日开播，由星空传媒和当地电视网络、制作公司组成的合资公司运营，2012年7月13日停播。

### 澳大利亚
原为澳大利亚的RED频道，1997年3月获得卫星电视许可，使用Channel [V]的频道名称。2016年3月25日停播。

### 日本
从1994年开始到2002年，日本新闻广播公司（NBJ）曾经向日本境内转播channel v，此外，在20世纪90年代，channel v曾经播出过NBJ制作的节目。